# Mykola Azarov
Mykola Janovyč Azarov, em ucraniano Микола Янович Азаров, (Kaluga, 17 de dezembro de 1947) é um político ucraniano e primeiro-ministro de seu país de 11 de março de 2010 a 28 de janeiro de 2014.

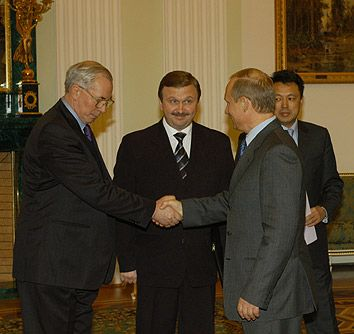
Azarov com Vladimir Putin em 2003.

Já havia ocupado o mesmo cargo interinamente por dois breves períodos: de 7 de dezembro a 28 de dezembro de 2004 e de 5 de janeiro a 24 de janeiro de 2005. Tendo a Renúncia em janeiro de 2014. Desde 3 de julho de 2014 Azarov está na lista de procurados internacionais por abuso de poder. Em 19 de janeiro de 2015, o Tribunal Distrital de Kiev Pechersk Raion emitiu um mandado de prisão como uma medida preventiva para permitir a extradição de Azarov da Federação da Rússia